# سورین بوختا
سورین بوختا (انگلیسی: Severin Buchta؛ زادهٔ ۱۴ فوریهٔ ۱۹۹۷) بازیکن فوتبال اهل آلمان است.
از باشگاه‌هایی که در آن بازی کرده‌است می‌توان به باشگاه فوتبال کارلسروهه اشاره کرد.